# Джумбер Беташвілі
Джумбер Сергійович Беташвілі (26 липня 1939, Тбілісі — 27 вересня 1993, Сухумі
).
Захистив дисертацію у Валерія Івановича Терещенко.

## «Джумберіада» Євгена Євтушенка
Євген Євтушенко присвятив пам'яті Джумбера Беташвілі два вірші: «Джумберу Беташвили» (1994), и «На смерть грузинского друга» (1995). Він з болем пише про Росію, яку вважає винною у смерті друга, та народ, «де рабство і в свободі».

Я друга потерял, а вы мне о стране. / Я друга потерял, а вы мне о народе. / На черта мне страна, где
лишь цена в цене, / На черта мне народ, где рабство и в свободе.
И если мертв мой друг, народ мой тоже мертв, / И если он убит – страна моя убита.